# 斑鳩神社

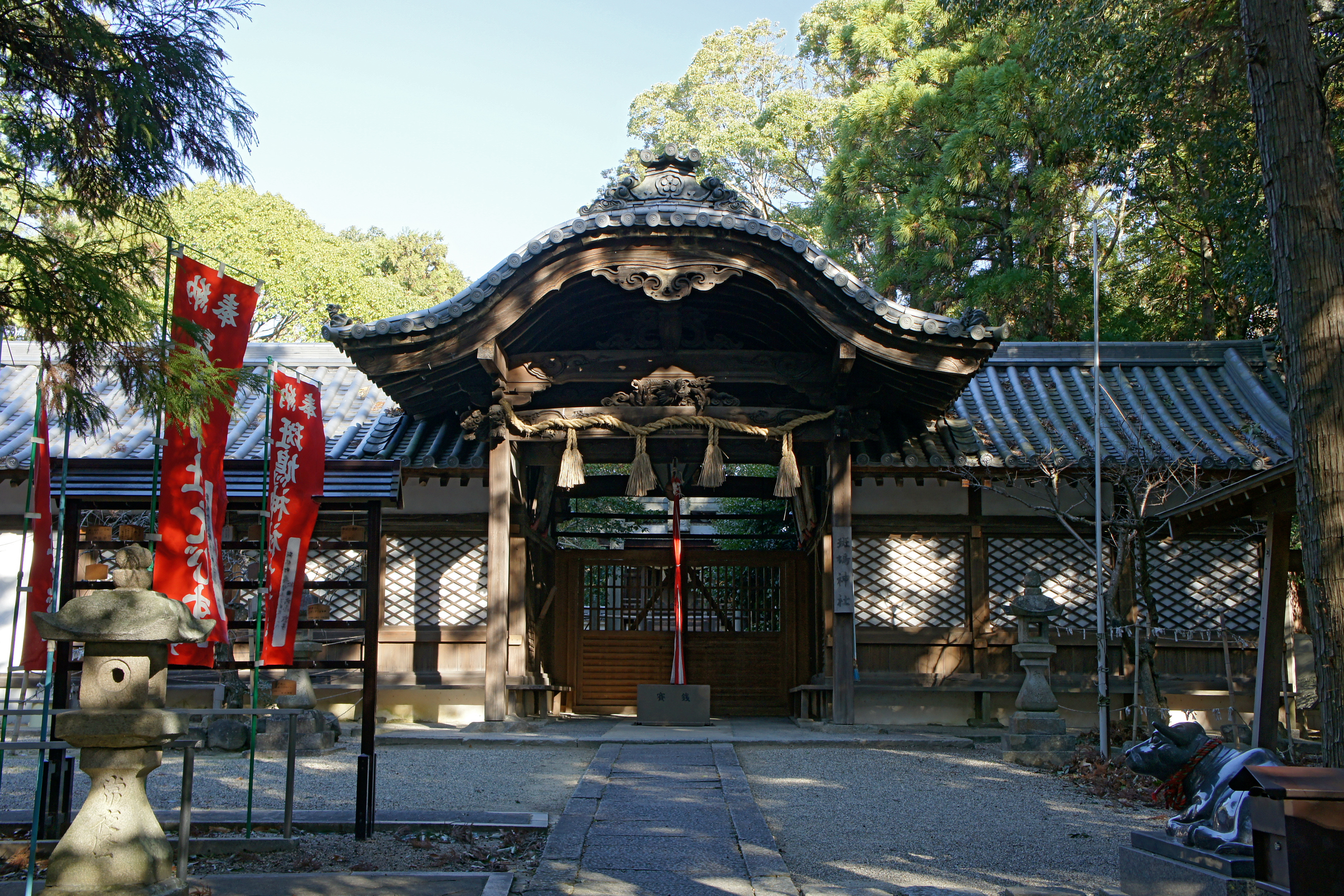
拝殿

斑鳩神社（いかるがじんじゃ）は奈良県生駒郡の神社。法隆寺の北東の天満山に位置し、菅原道真を祀る。法隆寺鎮守4社の1つで寺の鬼門の守護神とされ、現在も関係が深い。

## 歴史
天慶年間に法隆寺の管主で菅原氏の湛照が創祀し、元亨4年（1324年）に僧・慶祐が社殿を造営したとの記録がある。当初は天満山の西麓に位置し境内に如法経堂という堂があったが、寛文年間に火災で全焼した。寛文8年（1668年）に神殿が再建された後、水害のため享保10年（1725年）に現在と同じ山上に移ったと伝えられる。1869年（明治2年）には、法隆寺境内にあった総社明神、五所明神、白山権現が遷祀された。

## 境内の社殿
- 総社明神：かつては法隆寺の北西にあり、仁平3年（1153年）に社殿を建立した。
- 五所明神：建保6年（1218年）の創祀とされる[2]法隆寺東院の総鎮守で、住吉神・春日神4座を祀る[3]。『延喜式神名帳』にある平群郡の平群神社五座に比定する説もある。

## その他
奈良県山添村室津の観音堂の鰐口は元は斑鳩神社のもので、永享9年（1437年）の銘がある。
社殿の天井には絵馬2つかけられているが、1つ古すぎて文字がみえず、もう1つは松本家の絵馬がかけられている。